# 1879 aux États-Unis
Pour des articles plus généraux, voir Chronologie des États-Unis et 1879.
Chronologie des États-Unis
- 1875
- 1876
- 1877
- 1878
- 1879
- 1880
- 1881
- 1882
- 1883

Cette page concerne des événements d'actualité qui se sont produits durant l'année 1879 du calendrier grégorien aux États-Unis.

## Événements
- 12 avril : Mary Baker Eddy fonde la Science chrétienne.
- Mai : mouvements antichinois en Californie. Le développement de la côte ouest, puis la découverte de gisements aurifères, ont attiré environ 120 000 Chinois en l’espace de dix ans. Ils doivent compter avec des conditions de travail épouvantables et sont en butte à la haine raciale.
- 10 mai : achèvement du premier chemin de fer transcontinental avec la jonction de l'Union Pacific et la Central Pacific à  Promontory Summit.
- 8 juillet : l'expédition américaine Jeannette quitte San Francisco pour tenter d’atteindre le pôle Nord en ouvrant une voie dans le détroit de Béring
- 29 septembre - 5 octobre : des guerriers Utes de la White River sont battus par l'armée des États-Unis à la bataille de Milk Creek dans le nord du Colorado.
- 31 décembre : Thomas Edison présente pour la première fois un éclairage incandescent au public à Menlo Park, dans le New Jersey.

jour non précisé
- 5 600 km de New York à San Francisco sont parcourues en 7 jours par la nouvelle ligne ferroviaire transnationale nord.
- Retour de la prospérité aux États-Unis.
- Apogée de l’Empire du bétail dans les Grandes Plaines de l’Ouest (1879-1886).
- Tenement House Act : loi sur le logement aux États-Unis (Dumb-bell, conduit d’aération vertical sans lumière naturelle).
- Les rues de Cleveland, Ohio, sont éclairées par des lampadaires à arc de carbone.
- Thomas Edison crée la General Electric Company